# Großkadolz
Großkadolz ist eine Ortschaft und eine Katastralgemeinde der Marktgemeinde Seefeld-Kadolz im Bezirk Hollabrunn in Niederösterreich. Die Ortschaft hat 580 Einwohner (Stand 1. Jänner 2024).
Bis Ende 1966 war Großkadolz eine eigenständige Gemeinde.

## Geografie
Das Dorf ist südöstlich an Seefeld angebaut und wird von der Landesstraße L3 erschlossen, die aus der Pulkautal Straße abzweigt. Südlich am Ort fließt die Pulkau vorbei, in die hier der Seefelder Bach einmündet. Zur Ortschaft zählen auch die Meierhöfe Gutsbetrieb Hardegg und Maxhof.

## Geschichte
Gegen Ende des 12. Jahrhunderts tauchten in Klosterneuburger Urkunden ein Gebhard de Chadelhosperge und später ein Heinrich von Kadolisdorf auf. Die hiesigen Bauern waren gut bestiftet und betrieben Acker- und Weinbau. Den Wein verkauften sie bis nach Stockerau, Znaim und Wien.
Laut Adressbuch von Österreich waren im Jahr 1938 in der Ortsgemeinde Großkadolz zwei Bäcker, zwei Binder, ein Brennstoffhändler, ein Bürstenbinder, ein Dachdecker, ein Fleischer, zwei Friseure, zwei Gastwirte, vier Gemischtwarenhändler, ein Glaser, eine Hebamme, ein Kino, ein Maler, zwei Sattler, zwei Schmiede, zwei Schneider und drei Schneiderinnen, fünf Schuster, ein Spengler, ein Tischler, ein Viehhändler, ein Vertreter, ein Wagner, eine Ziegelei, ein Zimmermeister und einige Landwirte ansässig.
Mit 1. Jänner 1967 wurde Großkadolz mit Seefeld zu Seefeld-Kadolz fusioniert.

## Öffentliche Einrichtungen
In Großkadolz befindet sich ein Kindergarten.